# Luigi Crespellani
Luigi Crespellani (Cagliari, 24 febbraio 1897 – Sassari, 15 aprile 1967) è stato un politico e avvocato italiano.

## Biografia
Già sindaco di Cagliari dal 31 maggio 1946 al 9 luglio 1949 e definito sindaco della ricostruzione, il 31 maggio del 1949 divenne il primo Presidente della Giunta regionale della Sardegna, carica che mantenne fino al 7 gennaio 1954. In seguito diresse il Credito Industriale Sardo. Fu eletto per due legislature al Senato della Repubblica dal 1958 al 1967, anno della sua morte.
Il 23 febbraio 1978 gli è stata intitolata una via a Cagliari, nel quartiere di Mulinu Becciu.